# Долина на езерата
Долината на езерата (на монголски: Нууруудын хөндий) e обширна междупланинска падина в Югозападна Монголия, разположена между планините Гобийски Алтай на юг и Хангай на север. Дължина от запад на изток – около 500 km, ширина – до 100 km, надморска височина – от 1000 до 1400 m. Дъното на падината представлява ивица от затворени котловини, изградени от рохкави наслаги и разделени от хълмове и скалисти ридове. В тях са разположени множество солени и безотточни езера – Бооне Цагаан нуур, Орог нуур, Адгийн Цагаан нуур и др., имащи тенденция към пресъхване и рязко сменящи своите очертания в сушеви и влажни години. Те се подхранват от реките Байдраг Гол, Бурдин Гол, Туин Гол, Тацин Гол и др., водещи началото си от южните склонове на планината Хангай. В Долината на езерата преобладават опустинените ландшафти (купести пясъци, солончаци, такири).